# Asplenium tandinii
Asplenium tandinii är en svartbräkenväxtart som beskrevs av Fraser-jenk. Asplenium tandinii ingår i släktet Asplenium och familjen Aspleniaceae. Inga underarter finns listade.